# Підбірний провулок (Київ)
Підбі́рний прову́лок — провулок у Голосіївському районі міста Києва, місцевість Віта-Литовська. Пролягає від Столичного шосе до Підбірної вулиці. 

## Історія
Провулок виник в 1-й половині XX століття. Сучасна назва — з 1957 року.